# Château de Cascastel
Le château de Cascastel est un château situé à Cascastel-des-Corbières, en France.

## Localisation
Le château est situé sur la commune de Cascastel-des-Corbières, dans le département français de l'Aude.

## Description
Cette construction date du XIIe siècle. Elle est exceptionnelle par la qualité de sa construction et son état de conservation.
Ses assises de 2,50 m d'épaisseur supportent une salle couverte par une voûte de 8 mètres de hauteur. Côté rivière, un escalier est creusé dans l'épaisseur du mur. Outre qu'il facilita la construction, cet escalier permettait à un guetteur d'accéder à la plate forme.
L'entrée primitive se situait à hauteur du premier étage. Elle donne aujourd'hui à l'intérieur du bâtiment qui est collé à gauche de la tour. On y accédait par des moyens mobiles que l'on pouvait retirer en cas d'alerte. Un mur d'enceinte assez bien conservé séparait la tour et les châteaux des seigneurs du reste du Fort. En 1390, ce mur était neuf, mais le reste du Fort était en fort mauvais état et les habitants soumis aux raids quasi journaliers des mercenaires venant de l'Aragon tout proche. Le Fort fut reconstruit en moins de trois ans.
C'est un corps de logis du XVIIe siècle qui s'adosse à la tour et donne sur une terrasse. 
En 1737, la Dame de Cascastel, Marie-Thérèse de Ros y Sorribes, veuve de Gaspard de Pailhoux et mère de Joseph Gaspard de Pailhoux de Cascastel, obtint du Bayle François Amiel, et d'autres habitants, tous les jardins situès à "l'horte sur la ville". Ces jardins, avec le béal et les moulins, formaient alors un même tènement, face au château, avant qu'un pont ne réunisse à ces jardins la terrasse du château. 
La baie, en bas à gauche du corps de logis, ouvre sur le salon aux gypseries. D'époque Louis XIII, il est surplombé par un plafond à la française, une deuxième campagne de travaux lui ajoutant une cheminée et des moulures de style Louis XIII-Louis XIV (de même que dans la grande chambre Louis XIII située au-dessus du salon). Enfin, le remarquable décor de gypseries résulte d'une dernière campagne de travaux, Louis XIV-Louis XV. 
Ce décor de gypserie  s'articule en quatre panneaux : face aux fenêtres (sud-ouest) la Chasse; vers la tour (nord-ouest) le Jardin; face à la Chasse, occupée par la cheminée et les fenêtres (nord-est), la Volière et face à la tour (sud-est) les Champs.
Le panneau la Chasse est dominé par un portrait de Marie-Thérèse de Ros représentée en Diane, avec ses attributs: croissant de lune, arc, flèches, carquois, cor, chiens. Elle est la probable commanditaire de ce très riche décor en hauts reliefs dorés.

## Historique
La tour construite pour assurer la fonction de guet et la sécurité des seigneurs laïcs affirmant leur autorité sur le territoire, abritait aussi les archives de la communauté villageoise, baux et chartes divers, elle protégeait des salles voûtées servant de celliers.
Le patrimoine médiéval de Cascastel est relativement bien connu par une charte de 1390, portant sur la reconstruction du Fort et les agencements avec le Château existant.
Au XIIIe siècle les droits seigneuriaux sur Cascastel se partageaient entre les Abbés de Lagrasse et deux co-seigneurs laïcs Raymond de Castel et Sicart de Cascastel. Comme cela se voyait à cette époque, ils devaient posséder en commun cette tour.
En 1734, Gaspard de Pailhoux et son épouse, la noble Marie-Thérèse de Ros y Sorribes se portent acquéreur du fief noble de Cascastel. Ils vivent alors au château de Cascastel et Gaspard de Pailhoux mourant l'année de cette acquisition, c'est sa veuve, Marie-Thérèse de Ros qui entreprend des travaux qui seront poursuivis par leur fils unique Joseph Gaspard de Pailhoux de Cascastel (1726 Toulouse - 1808 Cascastel), chevalier, seigneur haut-justicier de Cascastel, seigneur de Villeneuve, de Rouffiac, de Saint-Jean de Barrou, d'Embres et de Castelmaure et conseiller au Conseil Souverain du Roussillon. 
Joseph Gaspard de Pailhoux de Cascastel, à l'origine du salon des gypseries, fut le dernier seigneur de Cascastel.
Il entreprend une exploitation de mines sur ses terres (mines des Corbières) aussi bien qu'alentours (mines de Palairac) en association avec le négociant Pelletier, l'ingénieur, commissaire du Roi pour les Mines Jean Guillot-Duhamel puis le chimiste Jean-Antoine Chaptal. Entreprise à laquelle se joindra son gendre (le mari de sa fille Jacquette Claire Josèphe de Pailhoux de Cascastel) le général Luc Dagobert.
Devenu maire de Cascastel et de Villeneuve après la Révolution, Joseph Gaspard de Pailhoux de Cascastel s'éteint au cours de l'exercice de son mandat, dans son château de Cascastel en 1808.
L'édifice est inscrit au titre des monuments historiques en 1948, 2001 (tout le château).

Le château, le pont et l'église sont inscrits au titre des sites naturels depuis 1943.